# Fit for a King
Fit for a King – amerykański film z 1937 roku w reżyserii Edwarda Sedgwicka.

## Obsada
- Joe E. Brown – Virgil Ambrose Jeremiah Christopher 'Scoop' Jones
- Helen Mack – Jane Hamilton / księżna Helen
- Paul Kelly – Briggs
- Harry Davenport – arcyksiążę Julio
- Halliwell Hobbes – hrabia Strunsky
- John Qualen – Otto
- Donald Briggs – książę Michael
- Robert Warwick – premier
- Frank Reicher – Kurtz
- Russell Hicks – wydawca Hardwick
- Charles Trowbridge – pan Marshall